# Municipio de Polk (condado de Marshall)
El municipio de Polk (en inglés, Polk Township) es una subdivisión administrativa del condado de Marshall, Indiana, Estados Unidos. Según el censo de 2020, tiene una población de 2781 habitantes.

## Geografía
Está ubicado en las coordenadas 41°25′44″N 86°24′39″O / 41.42889, -86.41083. Según la Oficina del Censo de los Estados Unidos, tiene una superficie total de 109,42 km², de la cual 109,01 km² corresponden a tierra firme y 0,41 km² es agua.

## Demografía
Según el censo de 2020, hay 2781 personas residiendo en la zona. La densidad de población es de 25,5 hab./km². El 93,74 % son blancos, el 0,32 % son afroamericanos, el 0,18 % son amerindios, el 0,04 % es isleño del Pacífico, el 0,22 % son asiáticos, el 0,61 % son de otras razas y el 4,89 % son de una mezcla de razas. Del total de la población, el 2,73 % son hispanos o latinos de cualquier raza.